# Thibie

Thibie este o comună în departamentul Marne, Franța. În 2009 avea o populație de 262 de locuitori.